# Años 1050
Los años 1050 o década del 1050 empezó el 1 de enero del 1050 y terminó el 31 de diciembre del 1059.

## Acontecimientos
- Víctor II sucede a León IX como papa en el año 1055.
- Esteban IX sucede a Víctor II como papa en el año 1057.
- Nicolás II sucede a Esteban IX como papa en el año 1058.
- Batalla de Petroe